# Jazz+Az
Jazz+Az ist eine ungarische Musikgruppe, die sich stilistisch in den Bereichen Pop, Rock, Jazz, Soul, Funk und Rap bewegte. Die Gruppe bestand eigentlich nur wenige Jahre, jedoch finden sich die Musiker ab und an für größere Konzerte wieder zusammen.

## Bandgeschichte
Die Gruppe entstand in der zweiten Hälfte der 1990er Jahre. Den Kern bildeten der Sänger Péter Geszti und die drei Sängerinnen Dorottya Behumi, Orsolya Kozma und Eszter Váczi. Ergänzt wurden sie durch die Rhythmusgruppe mit E-Gitarre, E-Bass, Keyboard, Perkussion und Schlagzeug sowie Bläsersatz mit Trompete, Saxophon und Posaune.
Die erste Aufnahme der Gruppe entstand 1997 als Musik für den Film A miniszter félrelép. Im Jahr darauf entstand das erste eigene Album Kalózok von Jazz+Az als Musik für den gleichnamigen Film. 1999 nahm die Gruppe die CD Egynek jó auf. Die Texte der Kompositionen stammten fast ausschließlich von dem Sänger Péter Geszti, musikalisch federführend war der Saxophonist und Komponist László Dés. Sämtliche Alben der Gruppe wurden von Budapest Music Center Records (BMC Records) verlegt.
Jazz+Az machte Tourneen durch Ungarn und gab im Jahr 2000 ein Konzert im ausverkauften Kisstadion in Budapest. Obwohl die Gruppe nur wenige Jahre existierte, hat sie in Ungarn bis heute eine starke Popularität und ihre Musik ist dort regelmäßig im Radio zu hören. Zu den bekanntesten Titeln der Gruppe zählen Csepp a tengerben, Ma jól vagyok und Süss fel nap!. Im Jahr 2011 kam es zur Wiedervereinigung der Gruppe für ein Konzert beim Sziget-Festival.
Nach einer längeren Pause gab die Gruppe im Januar 2020 ein Konzert in der ausverkauften Papp László Budapest Sportaréna sowie im August 2021 je ein Konzert bei Tokaj Fesztiválkatlan und VeszprémFest.

## Besetzung
| Péter Geszti (Gesang)             | Dorottya Behumi (Gesang)        |
| Orsolya Kozma (Gesang)            | Eszter Váczi (Gesang)           |
| Péter Erdélyi (Keyboard)          | János Kormos (Gitarre)          |
| László 'Zsatyi' Studniczky (Bass) | Kornél Fekete-Kovács (Trompete) |
| Ferenc Magyar (Trompete)          | Ákos Csejtey (Saxofon)          |
| László Gőz (Posaune)              | András Dés (Perkussion)         |
| Lajos Gyenge (Schlagzeug)         |                                 |

## Diskografie
- 1998: Kalózok (Filmmusik), BMC
- 1999: Egynek jó, BMC (HU: Gold)[4]
- 2000: Ez+mi?!, BMC
- 2003: Jazz+Az búcsúkoncert, BMC, (DVD)